# Parafia Niepokalanego Poczęcia Najświętszej Maryi Panny w Kowalowicach
Parafia Niepokalanego Poczęcia Najświętszej Maryi Panny – rzymskokatolicka parafia w Kowalowicach, należy do dekanatu Namysłów wschód w archidiecezji wrocławskiej.

## Historia parafii
Parafia została erygowana w XIV wieku. Obsługiwana jest przez księży archidiecezjalnych.
Proboszczem jest ks. Janusz Szetelnicki RM wicedziekan. Oprócz kościoła farnego, na terenie parafii znajdują się również dwa kościoły filialne, w Kamiennej (św. Jadwigi Śląskiej) oraz Rychnowie (św. Jana Chrzciciela).

## Liczebność i zasięg parafii
Parafię zamieszkuje 1492 mieszkańców, swym zasięgiem duszpasterkim obejmuje ona miejscowości:
- Kamienna
- Nowy Dwór (przysiółek Kowalowic)
- Rychnów

## Parafialne księgi metrykalne
| Księgi metrykalne | Okres ewidencji |
| ----------------- | --------------- |
| chrztów           | od 1946         |
| ślubów            | od 1946         |
| zgonów            | od 1946         |

## Wspólnoty parafialne
- Żywy Różaniec
- Koło Czcicieli Matki Bożej Fatimskiej
- Schola
- Eucharystyczny Ruch Młodych
- Lektorzy
- Ministranci
- Katolicki Klub Ministrancki
- Oaza Rodzin[1]